# Riquitillas

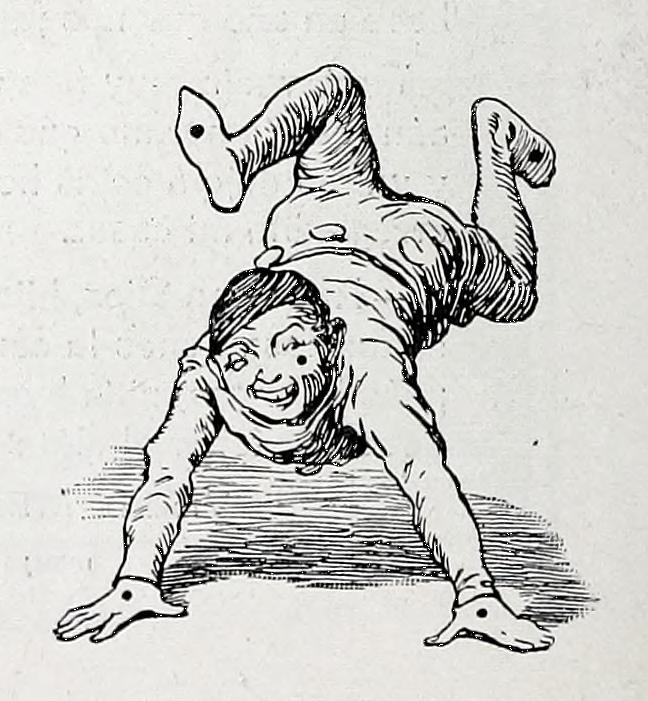
Ejemplo de figura a partir de cinco puntos (dos manos, dos pies y cabeza)

El juego de riquitillas o de los cinco puntos es un entretenimiento de artistas, consistente en dibujar figuras a partir de una serie de puntos fijos.

## Historia
En el siglo XIX se puso de moda entre pintores, dibujantes y aficionados este juego que, con la sencilla apariencia de caprichoso entretenimiento, servía como ejercicio de imaginación y de estudio para obtener figuras. La afición a este juego se propagó por talleres, estudios y tertulias que a mediados del siglo XIX el primer periódico ilustrado de España, el Semanario Pintoresco Español, en su número del 29 de junio de 1851 publicó varios dibujos de este género, acompañando con el siguiente texto:

El presente dibujo es un capricho curioso, que prueba la habilidad de un pintor, á quien le presentaron un papel marcado con varios puntos negros, sobre los cuales debia trazar una figura en tal actitud, que los puntos caprichosamente trazados coincidieran con los estremos de la figura.

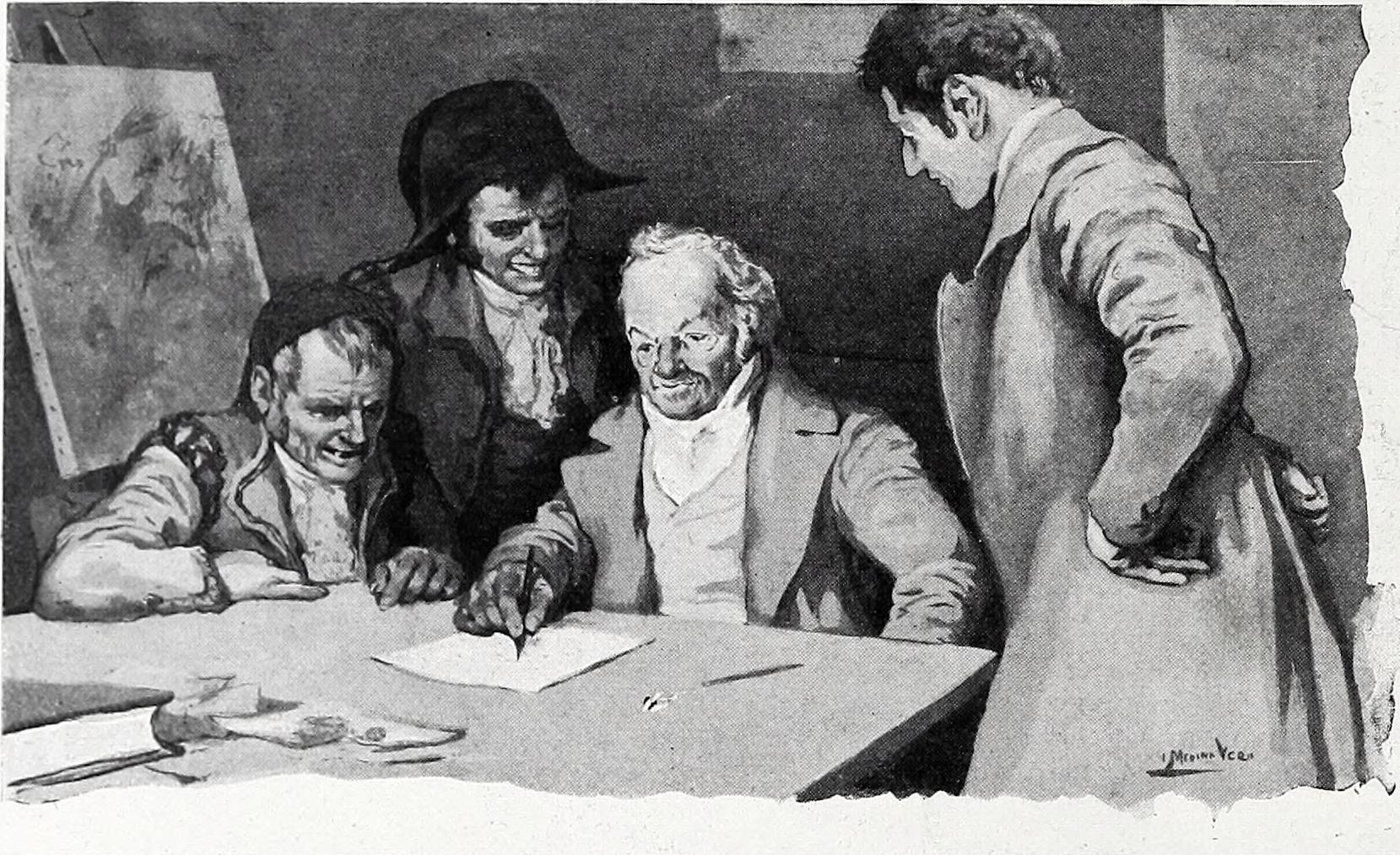
Goya practicando el juego de riquitillas

Al parecer Francisco de Goya habría sido en sus últimos años muy aficionado a este deporte artístico. Charles Yriarte, en su biografía del pintor aragonés titulada Goya, sa vie, son oeuvre (París, 1867), comentaba:

Un hombre de actividad  tan prodigiosa y de tal fecundidad dice, hasta cuando sus órganos traicionaban á su imaginación, no podía permanecer inactivo. Goya trabajaba siempre, y aun sus mismos descansos eran un trabajo. Muchas veces nos hemos preguntado por qué el viejo artista, en los últimos años de su vida, se encariñaba en los croquis, que ejecutaba por las noches en las tertulias, á la luz de las lámparas, con ciertas posturas violentas y composiciones de disposición extraña.

La tradición, cuidadosamente recogida en las mejores fuentes, nos ha hecho saber que durante cuatro años próximamente todas las tardes se ejercitaba, después de haber marcado cinco puntos en un cartón, en un lienzo ó en el primer papel que hallaba á mano, en dibujar una figura que necesariamente pasaba por cada uno de aquellos puntos. Este juego, muy practicado también en Francia y célebre en nuestros talleres, se llama en España juego de Riquitillas.

Cuando alguien le pedía un croquis para un álbum, ó una linda mujer le manifestaba deseos de poseer algún recuerdo suyo, Goya presentaba un papel y un lápiz y exigía que marcaran en él los cinco puntos. Nosotros hemos visto numerosos dibujos de esos, ejecutados en su mayor parte con lápiz negro ó rojo, y las posturas más violentas y difíciles están indicadas en ellos con una gran ciencia anatómica.